# Henryk Nielaba
Henryk Nielaba (* 5. September 1933 in Katowice) ist ein ehemaliger polnischer Fechter.

## Erfolge
Henryk Nielaba wurde 1963 in Danzig mit der Degen-Mannschaft Weltmeister und mit der Florett-Mannschaft Vizeweltmeister. Mit der Degen-Mannschaft wurde er außerdem 1970 in Ankara Vizeweltmeister. 1961 in Turin und 1962 in Buenos Aires sicherte er sich mit der Florett-Mannschaft jeweils Bronze mit der Florett-Equipe. Dreimal nahm Nielaba an Olympischen Spielen teil, jedoch nur in den Degenwettbewerben: 1964 belegte er in Tokio im Einzel Rang neun sowie mit der Mannschaft Rang fünf. Bei den Olympischen Spielen 1968 in Mexiko-Stadt erreichte er mit der polnischen Equipe das Gefecht um den dritten Platz, in dem Deutschland mit 9:6 besiegt wurde. Gemeinsam mit Bohdan Andrzejewski, Kazimierz Barburski, Bohdan Gonsior und Michał Butkiewicz erhielt Nielaba somit die Bronzemedaille. Die Einzelkonkurrenz schloss er auf dem siebten Rang ab. 1972 schied er in München im Einzel dagegen in der Viertelfinalrunde aus. Im Mannschaftswettbewerb wurde er Sechster.
Nielaba gewann 1958 die polnische Meisterschaft mit dem Florett und 1972 mit dem Degen. Insgesamt 18 Titel sicherte er sich mit dem Florett und dem Degen im Mannschaftswettbewerb. Er focht für Międzyszkolny KS Katowice, Górnik Katowice und Legia Warschau.